# Оболоня (Тернопіль)
Оболоня — мікрорайон Тернополя, розташований у південній частині міста.

## Історія
Назва «Оболоня» походить від народної назви заплавних лук. Річка Серет протікає зовсім поряд, через що місцевість колись була заболочена.
До Другої світової війни територія сучасного ринку була практично незабудована. Єдиним об'єктом була міська бійня (м'ясокомбінат), збудована 1909 року і розташовувалась на розі сучасних вулиць Шептицького та вулиці Оболоня. Будівлі бійні збереглися і дотепер.

## Вулиці
- Білогірська
- Степана Будного
- Гайова
- Гайова-бічна
- Євгена Гребінки
- Торговиця
- Замонастирська
- Замонастирський, пров.
- Гуго Коллонтая
- Мостова
- Мостова-бічна
- Оболоня
- Князя Острозького
- Йозефа Перля
- Садова
- Софії Стадникової
- Стрімка
- Тиха
- Чернівецька
- Митрополита Шептицького
- Василя Юрчака

## Храми
- Церква Успіння Пресвятої Богородиці УГКЦ, вул. Князя Острозького
- Церква Святого апостола Андрія Первозваного УГКЦ, вул. Чернівецька
- Церква святих мучеників Бориса і Гліба УПЦ КП, вул. Білогірська
- Каплиця на Микулинецькому цвинтарі РКЦ, вул. Микулинецька
- Церква Кирила і Мефодія УАПЦ, вул. Чернівецька

## Навчальні заклади
- Юридичний факультет ТНЕУ